# Cornufer macrops
Cornufer macrops es una especie de anfibios de la familia Ceratobatrachidae.

## Distribución geográfica
Es endémica de la isla Bougainville (Papúa Nueva Guinea). 